# الكنائس (سوسة)
قرية الكنائس هي قرية تونسية تتبع إدارياً معتمدية مساكن بولاية سوسة. تدل الآثار التي عثر عليها بالكنائس على أن تاريخها يمتد إلى أكثر من 5000 سنة. حكمها القرطاجنيون لمدة سبعة قرون ثم حكمها الرومان من سنة 146 ق م إلى 439 ق م على أن زيتا zita : وهو الاسم الروماني لمدينة الكنائس وفق ما أرخ إليه أوقست بافي عن وقائع القائد سيزار ضمن تاريخ تونس، عرفت أوج تحضرها في القرن الثاني للميلاد وشهدت هذه الحقبة بالإضافة إلى الازدهار الفلاحي تشييد العديد من المعالم الحضارية على غـرار مسرح الهواء الطلق وكهف المسرح الروماني. كما عرفت شأنا عظيما خلال الحقبة الإسلامية في منتصف القرن السابع ميلادي: 648م – 27 هجري وقد مثلت موقعا إستراتيجيا في عهد الدولة الأغلبية لكونها محطة عبور تربط بين القيروان من جهة وسوسة والمهدية من جهة أخرى.
الكنائس قرية موجودة بالبلاد التونسية، وتحديداً بولاية سوسة على الساحل. أنشأت الكناس منذ عهد الرومان، الذين تمتلأ البلاد بآثارهم من الأعمدة والآبار. فُتِحَت القرية على يد عثمان بن عفان، وسُمِّيت الكنائس لأن كل معلم أثري فيها يعود إلى العهد الروماني يُلقَّب عند المسلمين الكنيسة. بدات الكنائس بمواكبة التكنولوجيا إذ صار جميع السكان تقريباً يعرفون كيفية استخدام الحواسيب والهواتف النقالة وبقية الاختراعات.
تنقسم الكنائس إلى عدة مناطق أو أحياء:
- حي جنان سليمان: وسمي هكذا لخصوبة تربته وكثرة الابار والذخائر فيها.
- حي التوت: ويوجد التوت فيه بكثرة.
- حي البجاجدة: ويوجد به زاوية الحاج خليفة.
- ووسط البلادالذي به جامع الدهماني نسبة للعالم الدهماني

```
وهو قيرواني الأصل .
```

تجاور الكنائس بعض المناطق والقرى والمدن الأخرى، ومنها: الشيحية والشعاليل وبني ربيعة ومساكن.
والكنايس بها معظم المرافق تقريبا مدرسة ابتدائية، مدرسة اعدادية، مستوصف، مكتبة عمومية، دار الشباب والثقافة، ملعب بلدي، مركز بريد، مجلس قروي، جمعية تنموية،
واضيف للقرية واحوازها مسجدين بالشيحية وهنشير الصغير-المليشات-